# RADIO DRAGON
RADIO DRAGON（レディオ・ドラゴン）は、TOKYO FMで2010年4月1日から2014年3月31日まで放送されていた音楽バラエティ番組。放送時間は月曜日から水曜日の20:00 - 21:20。
2014年4月からは、木曜深夜に移動し、番組名を「RADIO DRAGON -NEXT-」に変更。2018年10月からは、金曜深夜に再移動。（公式サイトに変更はない）。

## 概要
- 番組のコンセプトは「すべての音楽の登竜門」。開始時から番組主催のオムニバスライブを行っていた。番組の核はゲストコーナーである「DRAGON GATE」と3本のフロート番組。
- この前に放送していたのは「A・O・R」（月～水 19:00-21:20／木 19:00-21:00）、「バッカみたい、聴いてランナイ!」（月 21:30-21:55）、「ミュージックヴィレッジ・ピープル」（火 21:30-21:55）、「JACK IN THE RADIO」（水 21:30-21:55）、「Dream Theather」（木 21:00-21:20）、「MMM（エムサン）」（木 21:30-21:55）などの各番組である。ワイド番組的に実質の前番組は「Daily Planet」にあたる。
- 番組開始からの半年は、20:00 - 21:55の放送枠だった。2010年秋の改編で「JOGLIS+」の放送が「シンクロノシティ」に内包されたため、19時台以降が再編。「RADIO DRAGON」は30分枠が拡大される。
- 2011年3月は11日の東日本大震災による特別番組編成で、変則的な放送となっている。14日から17日は報道特別番組のため休止、また、21日から24日は「TIME LINE」の拡大版編成のため休止となった（これはFM東京が、FM放送唯一の全国ネットワーク「全国FM放送協議会」キー局であるため）。
- 2011年4月からは再び編成が変わり、20:00スタートに戻り、2013年10月からは木曜日に同系統のTOKYO LOUDを新設したため、月～水曜日の放送に短縮。また、火曜日パーソナリティーに芦沢ムネトを迎え、内包コーナーであったDoorsを独立番組としたため、21:20までの放送となった。
- 2014年3月31日の放送を以て、番組開始から4年で『RADIO DRAGON』としては番組の幕を閉じることとなった[1]。

### 2023年現在
2014年4月からは『RADIO DRAGON -NEXT-』として放送を続けている。2023年4月より3月4日（3日深夜）放送分以降のゲストトークをAuDeeやSpotifyなどポッドキャストで配信している。

## パーソナリティ

### RADIO DRAGON -NEXT-
- 菅野結以（2014年10月 - 現在）
- 芦沢ムネト（2014年4月 - 9月）

### RADIO DRAGON

#### 番組終了時のパーソナリティー
- （月）高山都
- （火）芦沢ムネト
- （水）菅野結以

#### 過去のパーソナリティ
- 紗羅マリー（水曜日・木曜日担当、- 2012年6月）
- OKAMOTO'S ※2010年9月30日放送で、紗羅のピンチヒッターとして出演。

## 放送時間

### 現在の放送時間
- 金曜 27:00 - 29:00（2018年10月 - 現在、RADIO DRAGON -NEXT-として）

### 過去の放送時間
- 月曜 - 木曜 20:00 - 21:55（2010年4月 - 9月）
- 月曜 - 木曜 19:30 - 21:55（2010年10月 - 2011年3月）
- 月曜 - 木曜 20:00 - 21:55（2011年4月 - 9月）
- 月曜 - 木曜 20:00 - 21:50（2011年10月 - 2012年6月）
- 月曜 - 木曜 20:00 - 21:40（2012年7月 - 2013年9月）
- 月曜 - 水曜 20:00 - 21:20（2013年10月 - 2014年3月）
- 木曜 26:00 - 28:00（2014年4月 - 2018年9月、RADIO DRAGON -NEXT-として）

## Monthly Dragon
放送時間 20:30 -
| 月         | 月曜日               | 火曜日               | 水曜日           | 木曜日               |
| ---------- | -------------------- | -------------------- | ---------------- | -------------------- |
| 2010年4月  | UNISON SQUARE GARDEN | Hundred Percent Free | NEO VOLTAGE      | WEAVER               |
| 2010年5月  | OKAMOTO'S            | ザ・ビートモーターズ | NEO VOLTAGE      | WEAVER               |
| 2010年6月  | MAGIC PARTY          | LONELY↑D             | NEO VOLTAGE      | WEAVER               |
| 2010年7月  | ［Champagne］        | Prague               | タダシンヤ       | 帆乃佳               |
| 2010年8月  | UNCHAIN              | 秀吉                 | 0.8秒と衝撃。    | THE KIDDIE           |
| 2010年9月  | Jeepta               | lego big morl        | 矢沢洋子         | Any                  |
| 2010年10月 | SUPER BEAVER         | ふくろうず           | 東京カランコロン | Cure Rubbish         |
| 2010年11月 | Half-Life            | 高橋優               | カミナリグモ     | OKAMOTO'S            |
| 2010年12月 | LOST IN TIME         | アルカラ             | FoZZtone         | 鴉                   |
| 2011年1月  | たむらぱん           | The Mirraz           | D.W.ニコルズ     | 毛皮のマリーズ       |
| 2011年2月  | セカイイチ           | Galileo Galilei      | タニザワトモフミ | ［Champagne］        |
| 2011年3月  | NIKIIE               | ザ・ビートモーターズ | BARBARS          | モーモールルギャバン |
| 2011年4月  | Violent is Sabanna   | 高橋優               | THE ラブ人間     | ---                  |
| 2011年5月  | 音速ライン           | FLiP                 | BARBARS          | 真崎ゆか             |
| 2011年6月  | cinema staff         | back number          | タダシンヤ       | serial TV drama      |
| 2011年7月  | NIKIIE               | 南波志帆             | アーバンギャルド | クリープハイプ       |
| 2011年8月  | OGRE YOU ASSHOLE     | 秀吉                 | THE ラブ人間     | serial TV drama      |
| 2011年9月  | BeepSpree            | Brand New Vibe       | HERO             | 鴉×MERRY             |
| 2011年10月 | Jeepta               | THE WAYBARK          | アーバンギャルド | OverTheDogs          |

## Doors（2013年10月より独立番組）
放送時間 21:20 - 21:40 
木曜の放送は、2013年9月で終了し、2013年10月から2014年3月までは、『柳家喬太郎のピロウトーク』が放送されていた。
| 期間              | 月曜日                                           | 火曜日                                     | 水曜日                              | 木曜日                                                          |
| ----------------- | ------------------------------------------------ | ------------------------------------------ | ----------------------------------- | --------------------------------------------------------------- |
| 2010.4 - 2010.6   | 9mm Parabellum Bullet （ここで会ったが100年後）  | GRANRODEO （ハートに火をつけて）           | 逹瑯 (ムック) （JACK IN THE RADIO） | 清春 （清春41X）                                                |
| 2010.7 - 2010.9   | Base Ball Bear （ほんとにあった!ベボベのラジオ） | BEAT CRUSADERS （B党CRUSADERS）            | 逹瑯 (ムック) （JACK IN THE RADIO） | 清春 （清春41X）                                                |
| 2010.10 - 2010.12 | ACIDMAN （彩の国から）                           | GRANRODEO （〝もっと〟ハートに火をつけて） | 逹瑯 (ムック) （JACK IN THE RADIO） | 清春 （清春41X）                                                |
| 2011.1 - 2011.3   | the pillows （その辺のおじさんではありません）   | GRANRODEO （〝もっと〟ハートに火をつけて） | 逹瑯 (ムック) （JACK IN THE RADIO） | 清春 （清春41X）                                                |
| 2011.4 - 2011.6   | Alice Nine （ありがトラ!）                       | GRANRODEO （〝もっと〟ハートに火をつけて） | 逹瑯 (ムック) （JACK IN THE RADIO） | 吉川晃司 （SOLITUDE）                                           |
| 2011.7 - 2011.9   | ストレイテナー （ハングオーバーレディオ）        | GRANRODEO （〝もっと〟ハートに火をつけて） | 逹瑯 (ムック) （JACK IN THE RADIO） | 吉川晃司 （SOLITUDE）                                           |
| 2011.7 - 2011.9   | the telephones （ミラーボールレディオ!!!）       | GRANRODEO （〝もっと〟ハートに火をつけて） | 逹瑯 (ムック) （JACK IN THE RADIO） | 吉川晃司 （SOLITUDE）                                           |
| 2012.10 - 2013.3  | 清木場俊介 （Rockin'theDoors）                   | THE BACK HORN                              | 逹瑯 (ムック) （JACK IN THE RADIO） | 神聖かまってちゃん （神聖かまってちゃんのFMかまってちゃんねる） |
| 2013.4 - 2013.9   | 清木場俊介 （Rockin'theDoors）                   | SCANDAL （スキャノミクス）                 | 逹瑯 (ムック) （JACK IN THE RADIO） | 神聖かまってちゃん （神聖かまってちゃんのFMかまってちゃんねる） |
| 2013.10 -         | 清木場俊介 （Rockin'theDoors）                   | SCANDAL （スキャノミクス）                 | 逹瑯 (ムック) （JACK IN THE RADIO） |                                                                 |